# Kin'yō wakashū
Le Kin'yō wakashū (金葉和歌集, Collection de feuilles d'or), parfois abrégé en Kin'yōshū, est une anthologie impériale de poésie japonaise waka dont les deux parties ont été terminées en 1124 et 1127. Elle a été compilée à la demande de l'empereur retiré Shirakawa, par Minamoto no Shunrai (~1114-1204 ; parfois appelé Toshiyori). Elle comprend dix volumes contenant 716 poèmes.
Le Kin'yō wakashū est une des plus courtes anthologies. Les goûts d'ordinaire libéraux et innovants de Shunrai ont déplu à Shirakawa qui a en conséquence rejeté « aux moins deux brouillons ». Le compromis final est néanmoins remarquable dans sa modernité et la qualité de ses descriptions.

## Poètes présents dans l'anthologie
- Taiken Mon In no Horikawa
- Minamoto no Kanemasa